# Giudea romana
La Giudea (in ebraico יהודה‎?, standard Yehuda, tiberiense Yehûḏāh; in greco antico: Ἰουδαία?; in latino: Iudaea) era una prefettura della provincia romana di Siria creata nel 6 d.C. sul territorio del regno di Erode Archelao, comprendente la Giudea, la Samaria e l'Idumea. Dal 44 comprese anche la Galilea e la Perea (anche se non la Decapoli e il Golan), estendendosi sul territorio dell'Israele biblico. Dal 135 prese il nome di Syria Palaestina ("Siria palestinese"). Era retta dai governatori romani della Giudea, con sede a Cesarea marittima, sottoposti al legatus Augusti pro praetore di Siria. Dal 135 i governatori romani della Siria ebbero diretto potere sulla Giudea.
Alla fine del IV secolo l'Impero romano d'Oriente divise la Syria Palaestina in due province, la Palaestina Prima (con capitale Cesarea marittima) e la Palaestina Secunda (con capitale Scitopoli). Entrambe furono conquistate dagli arabi nel VII secolo. 
Corrisponde pressappoco alla Palestina geografica moderna (Israele, Palestina, parti di Giordania, Libano e Siria).

## Statuto
Alla morte di Erode il Grande nel 4 a.C., il Regno di Giudea, cliente di Roma, fu diviso tra i suoi tre figli; ad Archelao spettarono la Giudea, la Samaria e l'Idumea. Nel 6 d.C., i Romani esiliarono Archelao e trasformarono il suo territorio in una prefettura della provincia di Siria, governata dal prefetto di Giudea. In questo periodo, fu teatro della predicazione di Gesù. Il governo della dinastia erodiana sulla Giudea fu restaurato per una breve parentesi dal 41 al 44, sotto il regno di Erode Agrippa I. In seguito alla sua morte, Roma riprese a governare per mezzo di un procuratore sulla ricostituita provincia di Giudea comprendente tutto il territorio del regno di Agrippa, che includeva, oltre a Giudea, Samaria e Idumea, anche Galilea e Perea (che dal 4 a.C. al 39 d.C. erano state governate separatamente dal tetrarca Erode Antipa). Nel 66-70 scoppiò la prima grande rivolta giudaica, soppressa nel sangue da Tito.
Il primo governatore provinciale potrebbe essere stato il legatus legionis della X Fretensis, Terenzio Rufo (settembre del 70). Nel 135, in seguito alla terza guerra giudaica causata dalla rivolta di Simon Bar Kokheba, la provincia di Siria mutò il nome in Syria Palaestina.
| EVOLUZIONE DELLE PROVINCE ORIENTALI-MERIDIONALI (FUTURA DIOCESI ORIENTIS) | EVOLUZIONE DELLE PROVINCE ORIENTALI-MERIDIONALI (FUTURA DIOCESI ORIENTIS) | EVOLUZIONE DELLE PROVINCE ORIENTALI-MERIDIONALI (FUTURA DIOCESI ORIENTIS) | EVOLUZIONE DELLE PROVINCE ORIENTALI-MERIDIONALI (FUTURA DIOCESI ORIENTIS) | EVOLUZIONE DELLE PROVINCE ORIENTALI-MERIDIONALI (FUTURA DIOCESI ORIENTIS) | EVOLUZIONE DELLE PROVINCE ORIENTALI-MERIDIONALI (FUTURA DIOCESI ORIENTIS) | EVOLUZIONE DELLE PROVINCE ORIENTALI-MERIDIONALI (FUTURA DIOCESI ORIENTIS) | EVOLUZIONE DELLE PROVINCE ORIENTALI-MERIDIONALI (FUTURA DIOCESI ORIENTIS)                 | EVOLUZIONE DELLE PROVINCE ORIENTALI-MERIDIONALI (FUTURA DIOCESI ORIENTIS)                 | EVOLUZIONE DELLE PROVINCE ORIENTALI-MERIDIONALI (FUTURA DIOCESI ORIENTIS) | EVOLUZIONE DELLE PROVINCE ORIENTALI-MERIDIONALI (FUTURA DIOCESI ORIENTIS) | EVOLUZIONE DELLE PROVINCE ORIENTALI-MERIDIONALI (FUTURA DIOCESI ORIENTIS) |
| ------------------------------------------------------------------------- | ------------------------------------------------------------------------- | ------------------------------------------------------------------------- | ------------------------------------------------------------------------- | ------------------------------------------------------------------------- | ------------------------------------------------------------------------- | ------------------------------------------------------------------------- | ----------------------------------------------------------------------------------------- | ----------------------------------------------------------------------------------------- | ------------------------------------------------------------------------- | ------------------------------------------------------------------------- | ------------------------------------------------------------------------- |
| prima della conquista romana                                              | regno di Siria (Seleucidi)                                                | regno di Siria (Seleucidi)                                                | regno di Siria (Seleucidi)                                                | regno di Commagene (vassall. regno d'Armenia)                             | regno di Commagene (vassall. regno d'Armenia)                             | Palmira (città indipendente)                                              | regno di Giudea (Asmonei)                                                                 | regno di Giudea (Asmonei)                                                                 | regno dei Nabatei                                                         | regno dei Nabatei                                                         | regno dei Nabatei                                                         |
| dal 64/63 a.C.                                                            | prov. di Siria                                                            | prov. di Siria                                                            | prov. di Siria                                                            | regno di Commagene (vassall. regno d'Armenia)                             | regno di Commagene (vassall. regno d'Armenia)                             | Palmira (città indipendente)                                              | regno di Giudea (Erode) ("cliente" di Roma, affidato alla Dinastia erodiana dal 50 a. C.) | regno di Giudea (Erode) ("cliente" di Roma, affidato alla Dinastia erodiana dal 50 a. C.) | regno dei Nabatei                                                         | regno dei Nabatei                                                         | regno dei Nabatei                                                         |
| dal 37 a.C.                                                               | Siria                                                                     | Siria                                                                     | Siria                                                                     | regno di Commagene (vassall. Parti)                                       | regno di Commagene (vassall. Parti)                                       | Palmira (città indipendente)                                              | regno di Giudea (Erode) ("cliente" di Roma)                                               | regno di Giudea (Erode) ("cliente" di Roma)                                               | regno dei Nabatei                                                         | regno dei Nabatei                                                         | regno dei Nabatei                                                         |
| dal 24 a.C.                                                               | Siria                                                                     | Siria                                                                     | Siria                                                                     | regno di Commagene ("cliente" di Roma)                                    | regno di Commagene ("cliente" di Roma)                                    | Palmira ("cliente" di Roma)                                               | regno di Giudea (Erode) ("cliente" di Roma)                                               | regno di Giudea (Erode) ("cliente" di Roma)                                               | prov. di Arabia Petrea (?)                                                | prov. di Arabia Petrea (?)                                                | prov. di Arabia Petrea (?)                                                |
| dal 6 d.C.                                                                | Siria                                                                     | Siria                                                                     | Siria                                                                     | regno di Commagene ("cliente" di Roma)                                    | regno di Commagene ("cliente" di Roma)                                    | Palmira ("cliente" di Roma)                                               | prov. di Giudea                                                                           | prov. di Giudea                                                                           | regno dei Nabatei ("cliente" di Roma)                                     | regno dei Nabatei ("cliente" di Roma)                                     | regno dei Nabatei ("cliente" di Roma)                                     |
| dal 18                                                                    | Siria (annessa Palmira)                                                   | Siria (annessa Palmira)                                                   | Siria (annessa Palmira)                                                   | regno di Commagene ("cliente" di Roma)                                    | regno di Commagene ("cliente" di Roma)                                    | Palmira (annessa a Siria)                                                 | Giudea                                                                                    | Giudea                                                                                    | regno dei Nabatei ("cliente" di Roma)                                     | regno dei Nabatei ("cliente" di Roma)                                     | regno dei Nabatei ("cliente" di Roma)                                     |
| dal 72                                                                    | Siria (annessa Commagene)                                                 | Siria (annessa Commagene)                                                 | Siria (annessa Commagene)                                                 | Siria (annessa Commagene)                                                 | Siria (annessa Commagene)                                                 | Siria (annessa Commagene)                                                 | Giudea                                                                                    | Giudea                                                                                    | regno dei Nabatei ("cliente" di Roma)                                     | regno dei Nabatei ("cliente" di Roma)                                     | regno dei Nabatei ("cliente" di Roma)                                     |
| dal 105/106                                                               | Siria                                                                     | Siria                                                                     | Siria                                                                     | Siria                                                                     | Siria                                                                     | Siria                                                                     | Giudea                                                                                    | Giudea                                                                                    | prov. di Arabia Petrea                                                    | prov. di Arabia Petrea                                                    | prov. di Arabia Petrea                                                    |
| dal 193/198                                                               | Syria Phoenice                                                            | Syria Phoenice                                                            | Syria Coele                                                               | Syria Coele                                                               | Syria Coele                                                               | Syria Coele                                                               | Syria Palaestina                                                                          | Syria Palaestina                                                                          | Arabia Petrea                                                             | Arabia Petrea                                                             | Arabia Petrea                                                             |
| al momento della divisione tetrarchica 293                                | Syria Phoenice                                                            | Syria Phoenice                                                            | Siria Coele                                                               | Siria Coele                                                               | Augusta Euphratensis                                                      | Augusta Euphratensis                                                      | Syria Palestina                                                                           | Syria Palestina                                                                           | Palaestina Salutaris                                                      | Palaestina Salutaris                                                      | Arabia                                                                    |
| al momento della Not. Dign. 400                                           | Phoenice                                                                  | Phoenice Libanensis                                                       | Syria Salutaris                                                           | Syria                                                                     | Augusta Euphratensis                                                      | Augusta Euphratensis                                                      | Palestina I                                                                               | Palestina II                                                                              | Palaestina Salutaris                                                      | Palaestina Salutaris                                                      | Arabia                                                                    |

## Galleria d'immagini

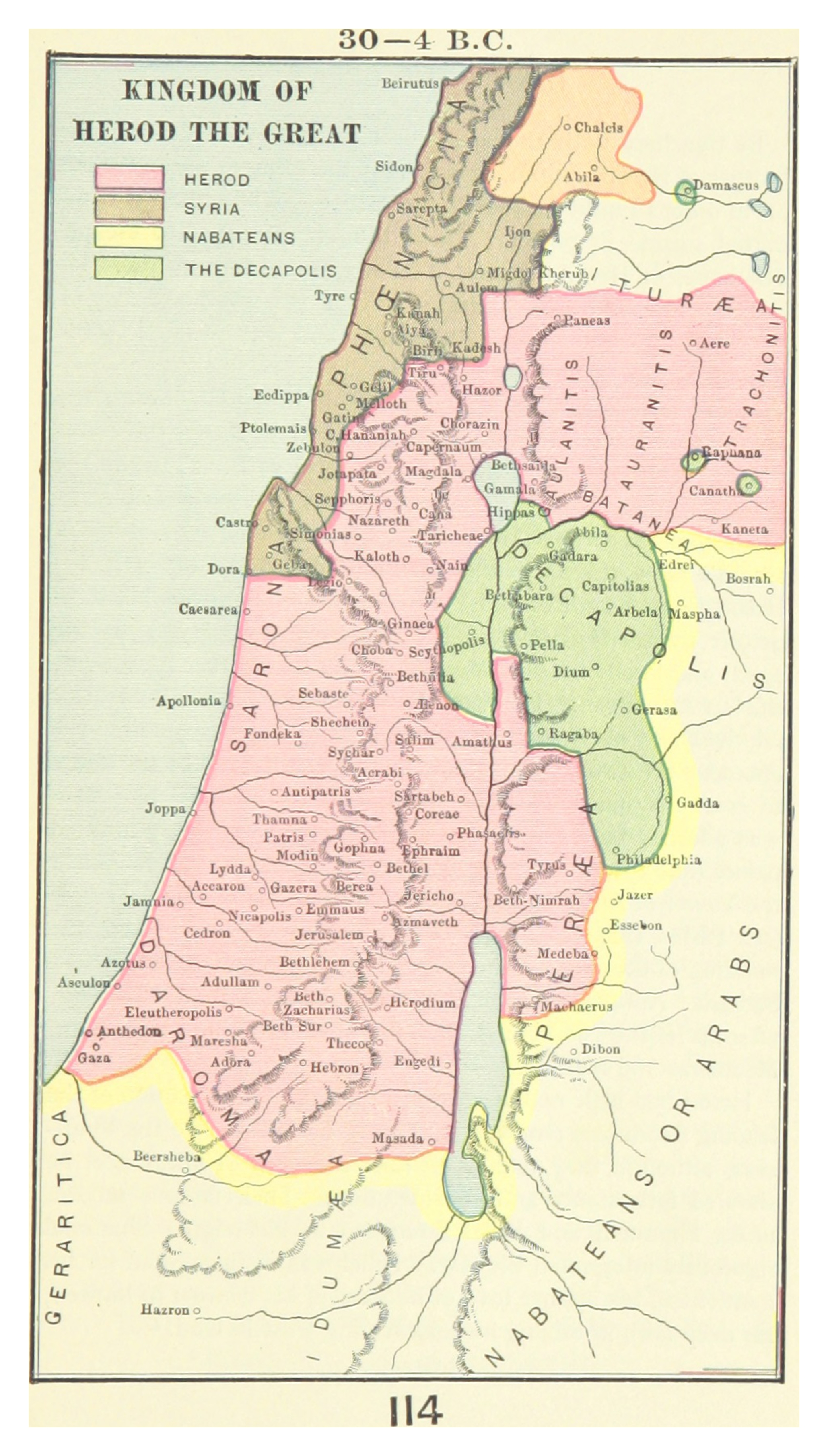
Regno di Erode il Grande
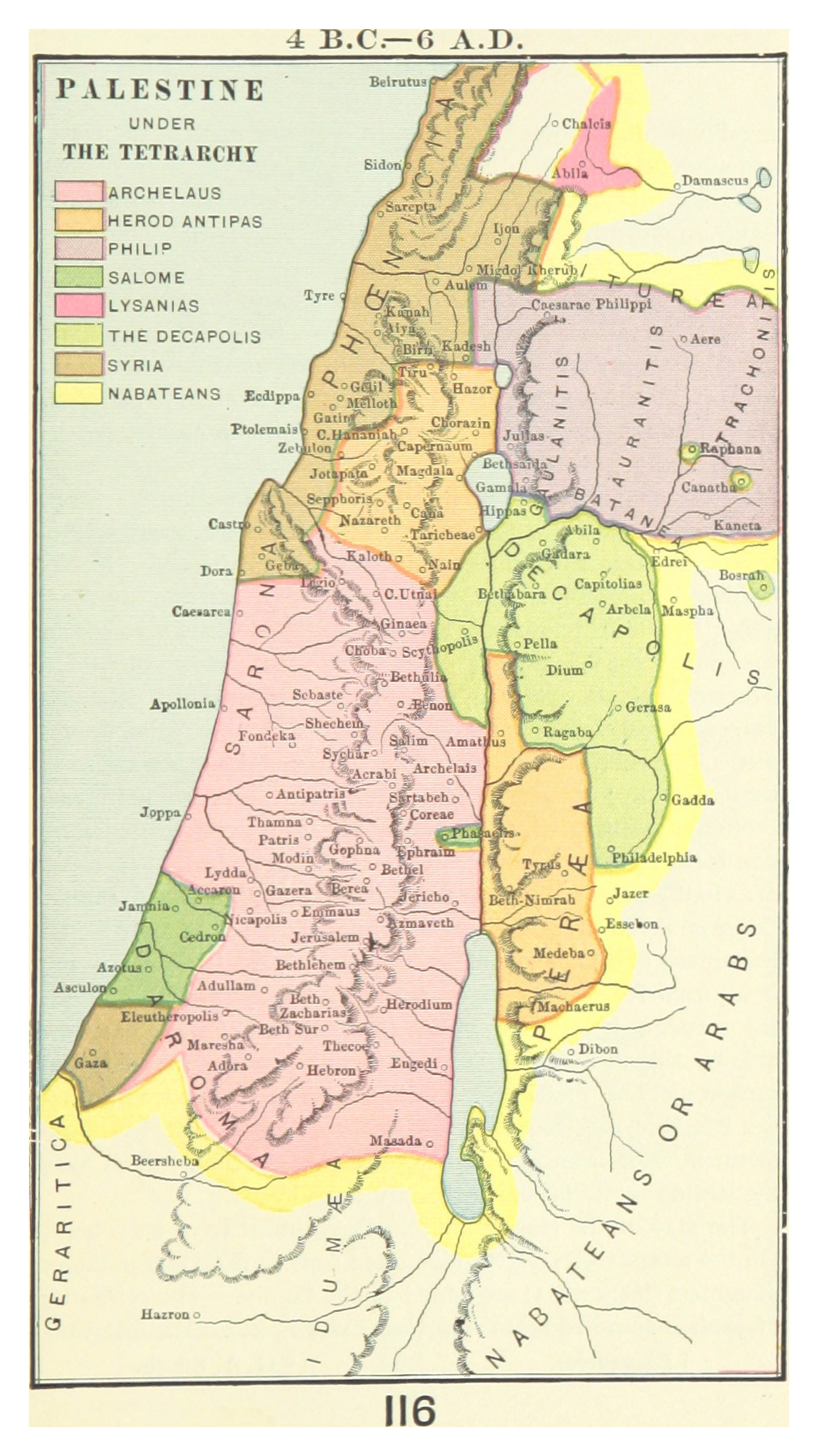
Tetrarchie dei figli di Erode
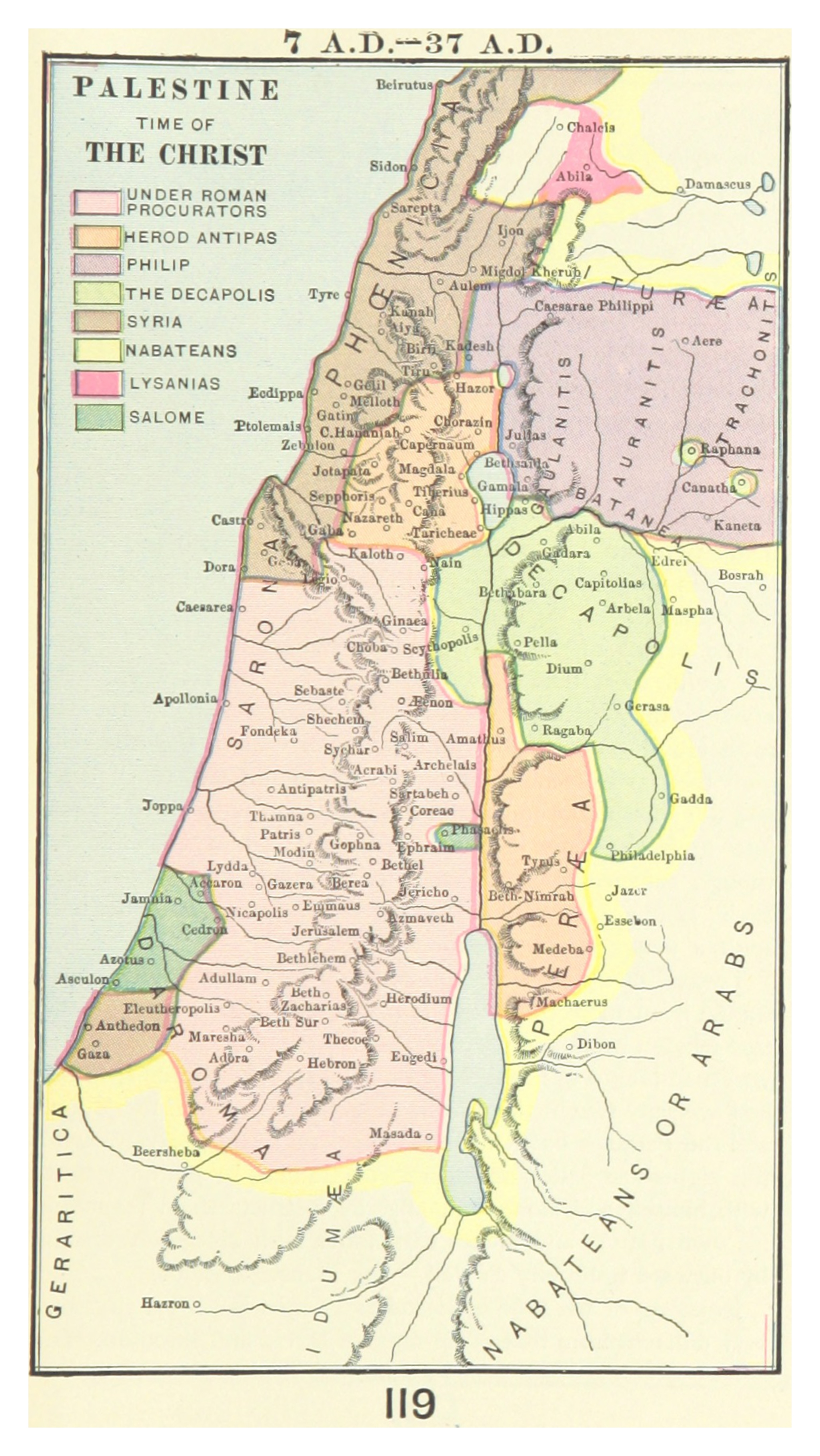
Provincia di Giudea 6-41
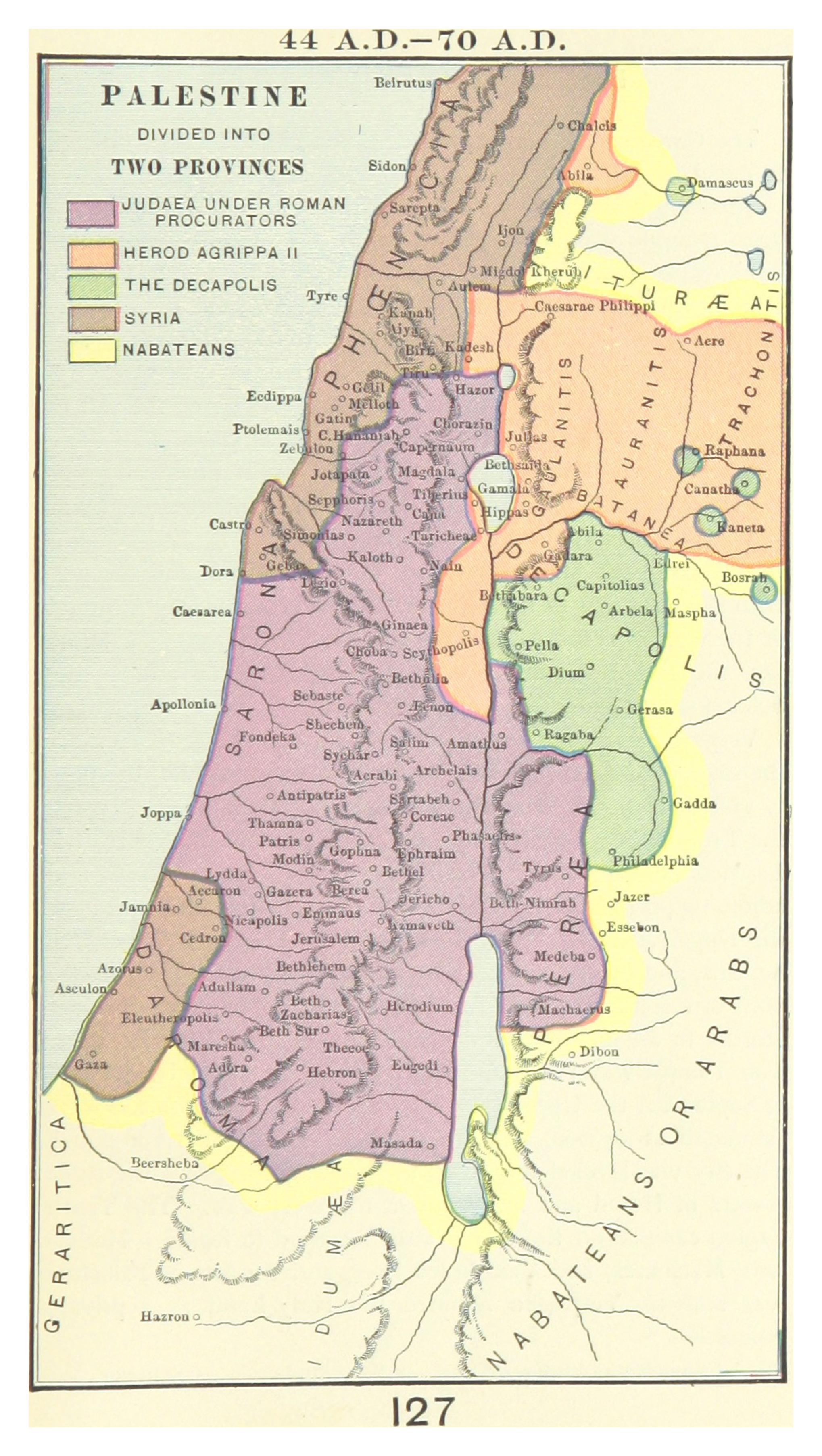
Provincia di Giudea 44-70
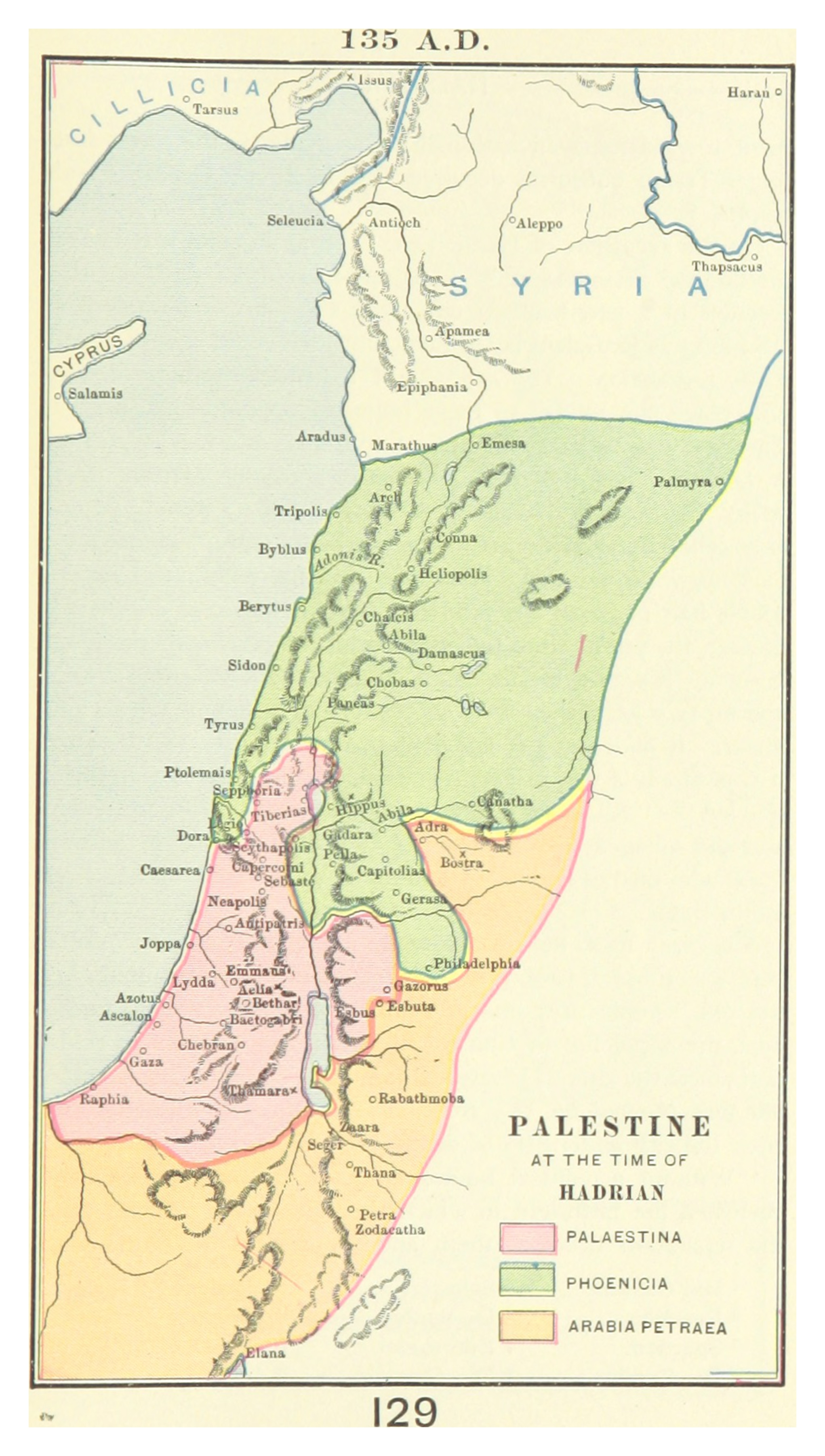
Provincia di Palestina al tempo di Adriano (135)
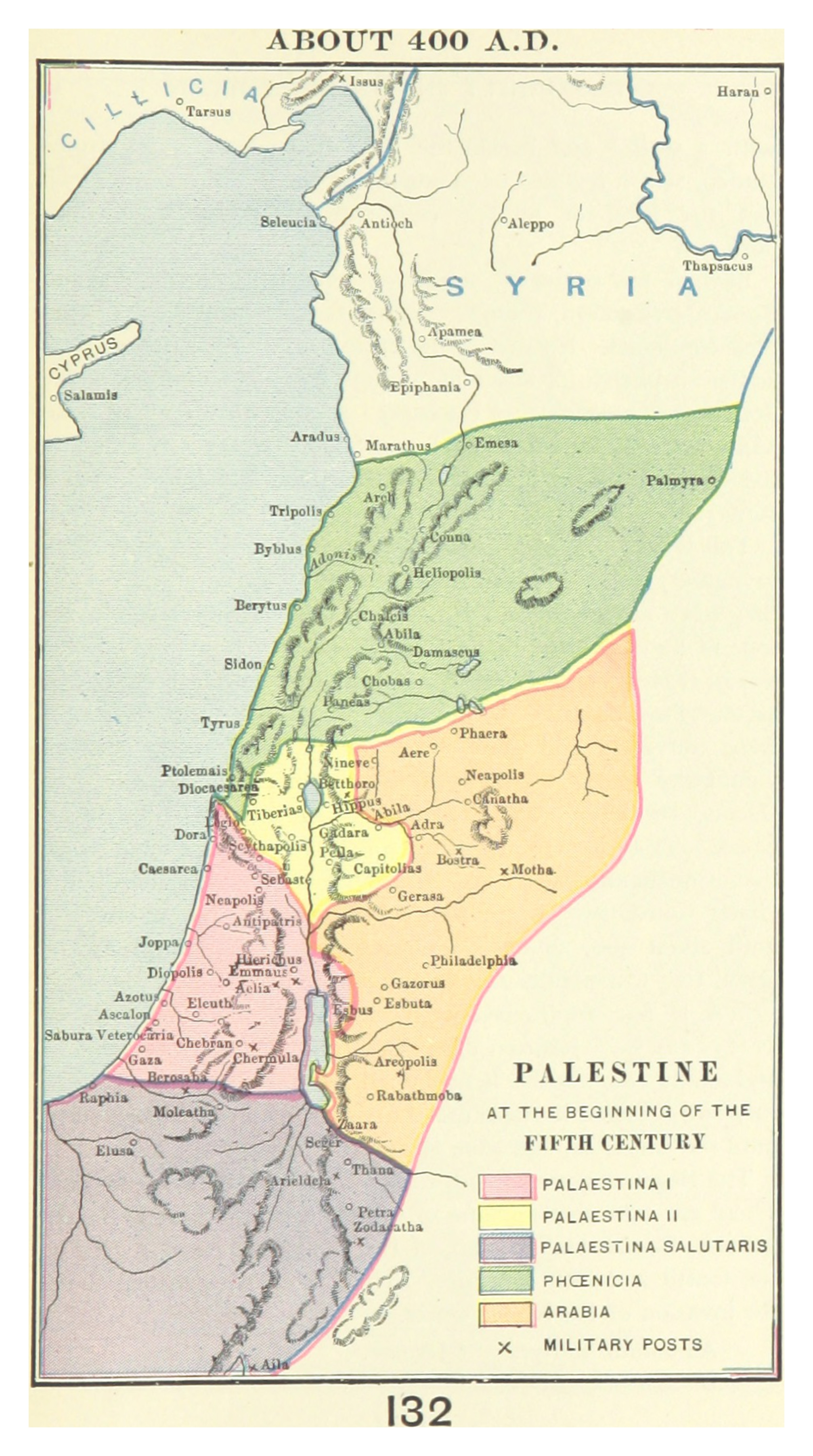
Palestina I e II all'inizio del V secolo

## Storia

### Primi contatti tra Romani e Giudei

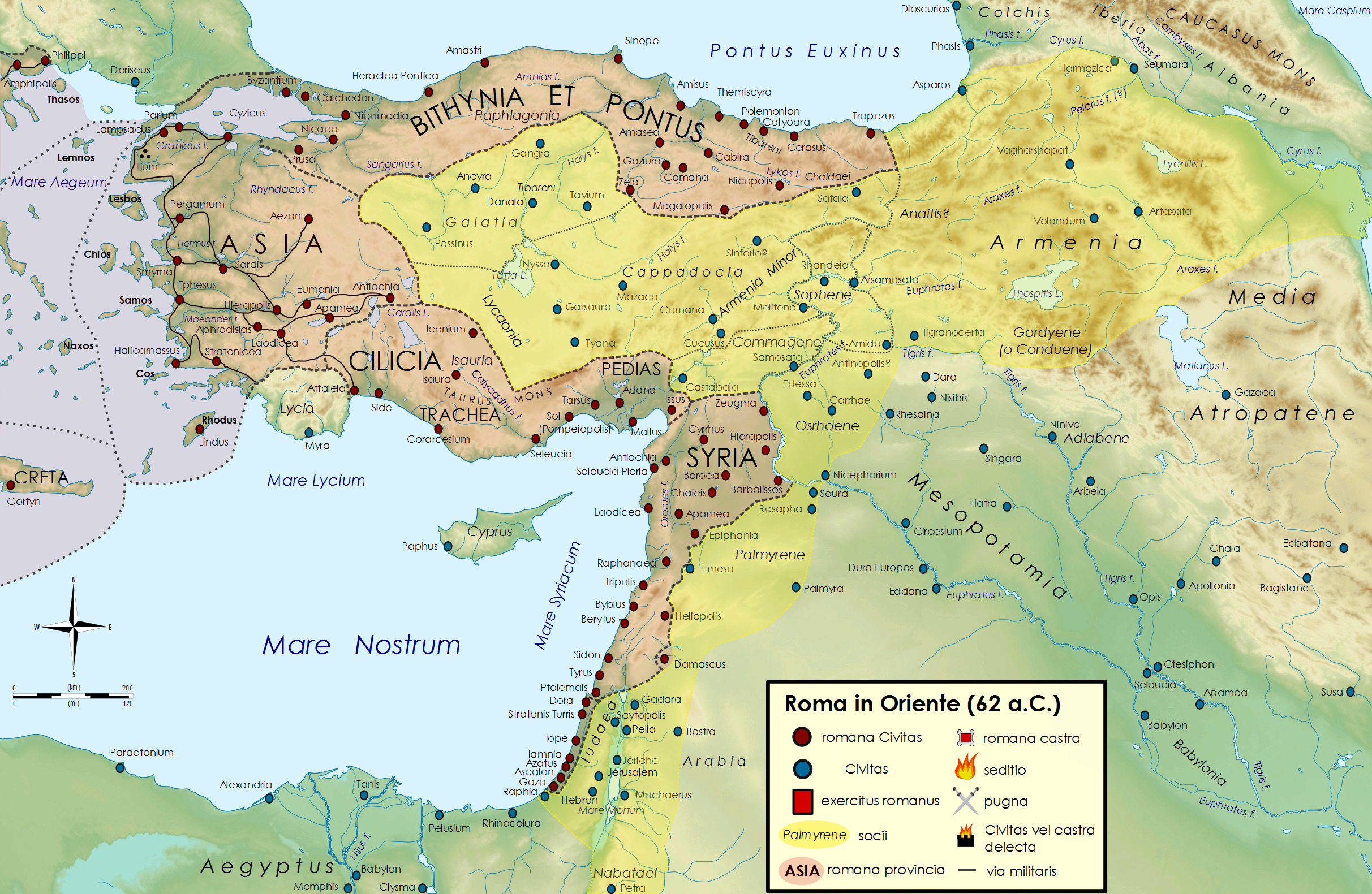
I domini romani orientali (in rosa) e i regni clienti (in giallo), alleati di Roma nel 63 a.C., al termine delle guerre mitridatiche di Gneo Pompeo Magno

Il suo nome faceva riferimento all'antico Regno di Giuda (VI secolo a.C.). Con la fine delle terza guerra mitridatica (74 a.C.-63 a.C.) e la morte di Mitridate VI, Pompeo, abbandonò il teatro delle operazioni contro gli arabi Nabatei della città di Petra, e si recò ad Amiso (secondo Plutarco) o Sinope (secondo Dione), dove trovò numerosi regali di Farnace, il figlio del "grande re del Ponto" Mitridate, insieme con le persone che avevano catturato Manio, oltre a molti ostaggi, greci e barbari, e chiese che gli fosse consentito di governare il regno paterno del Ponto, oppure il solo Bosforo, che suo fratello Macare, aveva ricevuto in dono da Mitridate.
Pompeo, condusse fino alla conclusione una guerra contro i Giudei (il cui re, Aristobulo II, si era ribellato), fino a quando non ne catturò la città santa di Gerusalemme. Si racconta, infatti, che il generale romano, per primo attaccò il re degli Arabi, Areta, che per anni aveva arrecato gravi danni alla vicina Siria. Lo sconfisse ripetutamente, insieme ai suoi alleati e lasciò un presidio armato in questa regione. Poi si rivolse contro i Giudei, riuscendo a battere anche questi.
Flavio Giuseppe racconta che fra le tante sciagure, quella del Tempio, svelato agli occhi stranieri, fu la peggiore. Pompeo era stato infatti in grado con il suo seguito di entrare dove solo il sommo sacerdote era in grado di entrare, potendo contemplare il candelabro, le lampade, la tavola e i vasi per libagioni, oltre agli incensieri, tutti d'oro massiccio, oltre al sacro tesoro di ben 2 000 talenti.
Pompeo sembra non toccò alcuno di questi oggetti sacri. Al contrario il giorno seguente all'espugnazione del Tempio, ordinò la sua purificazione attraverso sacrifici di rito, mentre il nuovo Regno di Giudea fu affidato a Ircano, che si era dimostrato un affidabile alleato, mentre Aristobulo fu portato via. A Gerusalemme e alla regione intorno impose il pagamento di un tributo.
Creò la nuova provincia di Siria nel 63 a.C., partendo dalla regione della Celesiria. Della Giudea ne fece uno regno cliente o protettorato romano. Ricostruì Gadara, che era stata distrutta dai Giudei. Proclamò libere dai Giudei, le città di Ippo, Scitopoli, Pella, Samaria, Iamnia, Marisa, Azoto, Aretusa, Gaza, Ioppe, Dora e Torre di Stratone, per poi aggregarle alla nuova provincia di Siria, a cui diede come governatore Emilio Scauro con due legioni. Fu così che Erode il Grande governò la Giudea come re a partire dal 37 a.C.: alla sua morte nel 4 a.C. il regno venne diviso tra i tre figli.

### La Giudea sotto i Giulio-Claudi (dall'anno 6)

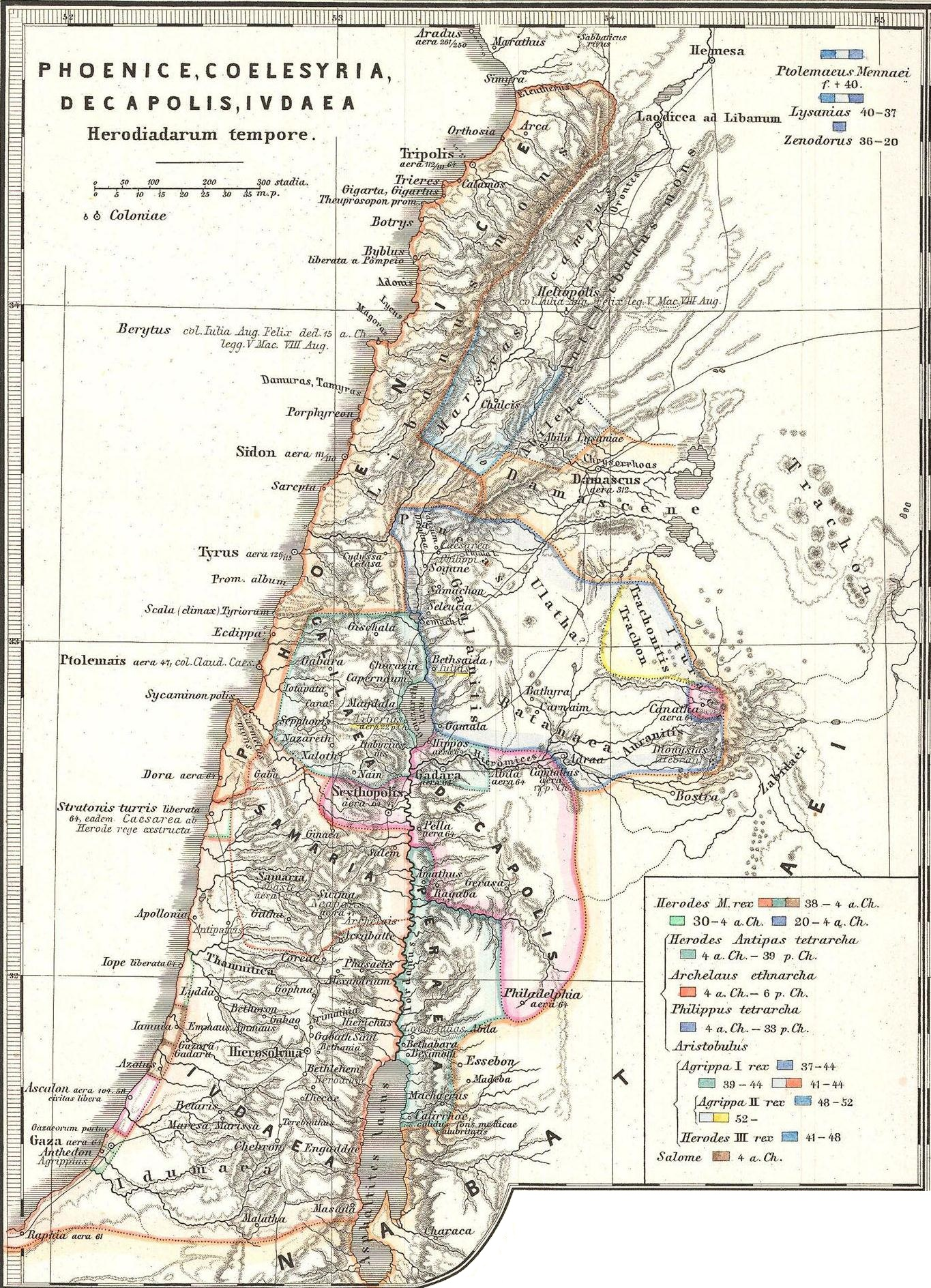
L'antica provincia romana di Giudea da Erode il Grande alla prima guerra giudaica

A occidente dell'Eufrate, Augusto provò a riorganizzare l'Oriente romano, sia inglobando alcuni Stati vassalli, trasformandoli in province romane (come la Galazia di Aminta nel 25 a.C.), o in prefetture (come la Giudea di Erode Archelao nel 6, che non era una vera e propria provincia autonoma, ma un distretto sottoposto all'autorità del legatus Augusti pro praetore di Siria). Riguardo alla Giudea, ciò avvenne in seguito ai primi disordini nel 4 a.C. alla morte di Erode il Grande. Augusto rafforzò, poi, una serie di vecchie alleanze con re locali, divenuti "re clienti di Roma" (come accadde ad Archelao, re di Cappadocia, ad Asandro re del Bosforo Cimmerio, a Polemone I re del Ponto, oltre ai sovrani di Emesa, Iturea, Commagene, Cilicia, Calcide, Nabatea, Iberia, Colchide e Albania).
Nel 36 Ponzio Pilato (il cui titolo, come quello degli altri amministratori militari romani della Giudea, era praefectus e non, come erroneamente riportato da Tacito, procurator) fu rimosso dalla sua carica per volontà di Tiberio a causa della strage di Samaritani riuniti sul monte Garizim. Tra il 38 e il 41 Erode Agrippa I, un nipote del primo Erode, ottenne il titolo di re e acquisì progressivamente i territori del regno, compresa la prefettura di Giudea. Alla sua morte nel 44 l'imperatore Claudio decise di riportare la provincia di Giudea sotto il diretto controllo di Roma attraverso un Procurator Augusti.
Nel 66 il prefetto Gessio Floro pretese che fossero prelevati diciassette talenti dal Tempio e, trovando una forte opposizione da parte degli ebrei, mandò avanti i propri soldati, che provocarono la morte di 3 600 persone. In seguito Floro, con il pretesto di avere una dimostrazione di fedeltà da parte dei Giudei, ordinò che accogliessero due coorti dell'esercito romano che si stavano dirigendo a Gerusalemme da Cesarea. Le coorti avevano l'ordine di attaccare la folla, qualora questa avesse insultato Floro, cosa che avvenne, provocando un altro intervento contro la popolazione; le coorti, facendo uso della forza per raggiungere la fortezza Antonia, a ridosso del Tempio di Gerusalemme, vennero assalite dalla popolazione, perciò Floro, sedata l'agitazione, disse che sarebbe partito da Gerusalemme per andare a Cesarea, lasciando un presidio all'Antonia.
Floro, alla presenza del governatore di Siria Gaio Cestio Gallo, dichiarò che erano stati i Giudei a iniziare i disordini. Dopo la visita a Gerusalemme degli ispettori di Cestio, che diede ragione ai Giudei, la situazione sembrò distendersi, ma le frange ebraiche più radicali diedero inizio alla guerra occupando Masada, sterminandone la guarnigione romana, mentre Eleazaro ben Simone, sacerdote del Tempio, proibì di eseguire i consueti sacrifici in favore dei Romani e occupò il Tempio. Floro inviò duemila cavalieri a domare la rivolta, che si era estesa per tutta la città alta. I rivoltosi, guidati da un certo Menahem, incendiarono gli edifici romani della città, mentre il sommo sacerdote del Tempio, Anania, venne assassinato fuori città. Menahem venne ucciso a sua volta quando fu raggiunto dagli uomini di Eleazaro, e i pochi seguaci scampati fuggirono a Masada.
A Cesarea Floro fece uccidere tutti i Giudei della città, circa diecimila, fatto che fece estendere la ribellione a tutta la Giudea settentrionale, dove Giudei e Siri si massacrarono a vicenda senza pietà. Ad Alessandria scoppiarono altri tumulti, ma Tiberio Alessandro, governatore della città, li sedò violentemente. Infine Cestio intervenne di persona con la XII legione; partendo da Tolemaide saccheggiò diverse zone della Giudea e, quando giunse a Seffori, affrontò un gruppo di rivoltosi, sconfiggendolo. Di qui si diresse verso Gerusalemme, dove si stava svolgendo la festa delle capanne; i rivoltosi vinsero il primo scontro, ma vennero sconfitti nel secondo, così Cestio poté conquistare alcuni quartieri di Gerusalemme. A causa dell'indugio di Cestio, molti Giudei giunsero dalle regioni circostanti in soccorso dei rivoltosi e lo obbligarono a ritirarsi frettolosamente; pochi giorni dopo l'esercito di Cestio fu quasi completamente distrutto tra Bethoron e Antipatride, e Cestio si salvò con difficoltà.
I rivoltosi diedero poi a Eleazaro la guida della rivolta, che organizzò la difesa e la gestione delle diverse regioni, affidate ai suoi uomini più fedeli: era l'inizio della prima guerra giudaica. In questo periodo emerge la figura di Giovanni di Giscala, capo di una nuova fazione di rivoltosi, che complotta contro Giuseppe ben Mattia (poi divenuto Giuseppe Flavio) per sottrargli il controllo della Galilea, affidatogli da Eleazaro.
Quando Nerone venne informato della sconfitta subita in Giudea dal suo legatus Augusti pro praetore di Siria, Gaio Cestio Gallo, colto da grande angoscia e timore, trovò che il solo Vespasiano sarebbe stato all'altezza del compito, e quindi capace di condurre una guerra tanto importante in modo vittorioso.
E così Vespasiano fu incaricato della conduzione della guerra in Giudea, che minacciava di espandersi a tutto l'Oriente. Vespasiano, che si trovava in Grecia, al seguito di Nerone, inviò il figlio Tito ad Alessandria d'Egitto, per rilevare la legio XV Apollinaris, mentre egli stesso attraversava l'Ellesponto, raggiungendo la Siria via terra, dove concentrò le forze romane e numerosi contingenti ausiliari di re clienti (tra cui quelli di Erode Agrippa II).

### Prima guerra giudaica (66-74)

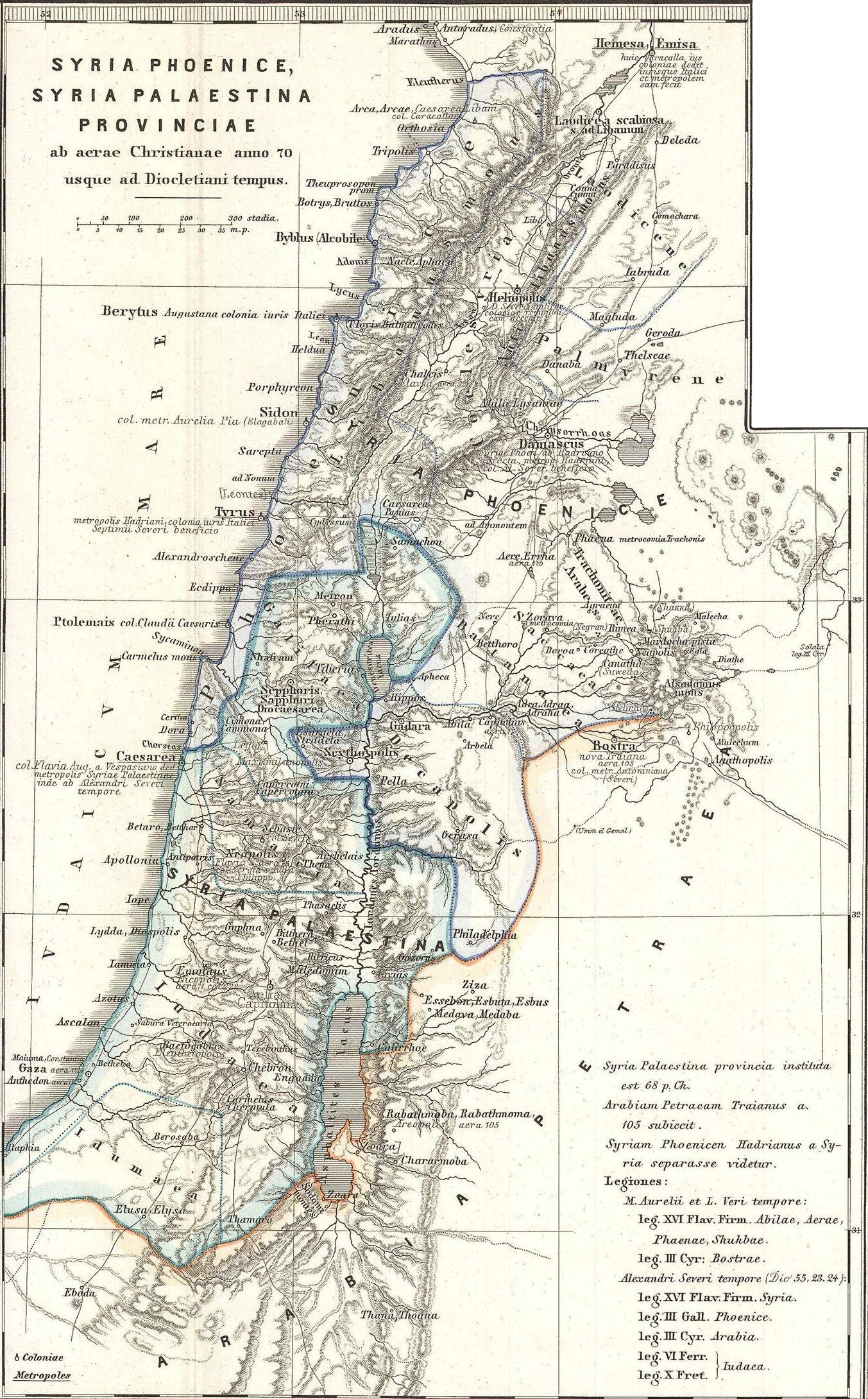
Riorganizzazione dell'antica provincia romana di Giudea dopo la prima guerra giudaica (70), fino a Diocleziano

La Giudea fu una delle regioni più turbolente dell'Impero romano, a causa delle numerose rivolte che raggiunsero il culmine in occasione delle tre guerre giudaiche, che opposero l'Impero ai ribelli nazionalisti.
La prima guerra giudaica (la "grande rivolta giudaica", 66-70/74) si concluse con la distruzione del Tempio di Gerusalemme e l'inizio della Grande diaspora.

### Nuove rivolte sotto Traiano e Adriano
La situazione non migliorò con la seconda guerra giudaica (la Guerra di Kitos, 115-117). Lo scoppio della terza guerra giudaica (Rivolta di Bar Kokhba, 132-135) si concluse con la costituzione della provincia di Syria Palaestina, la distruzione di Gerusalemme e l'edificazione, al suo posto, della colonia di Aelia Capitolina, così chiamata in onore dell'imperatore Adriano.

## Esercito e difesa

### Legioni
Nei pressi di Gerusalemme venne acquartierata la legio X Fretensis a partire dalla prima guerra giudaica (66-70/73). In seguito venne affiancata da una seconda legione a Caparcotna (Kfar Otnay), la legio VI Ferrata.

### Auxilia
Vi erano poi alcune unità ausiliarie a difesa dei confini e delle principali strade che conducevano all'interno della provincia romana, per quasi 5 000 armati a partire dal principato di Vespasiano. Lo sappiamo da alcune iscrizioni epigrafiche trovate nella provincia come segue:
nell'85 (sotto Domiziano)2 alae di cavalleria e 4 cohortes di fanteria (o miste), i cui nomi erano:
- per le ali ricordiamo: la veterana Gaetulorum e I Thracum Mauretana;
- per le coorti, ricordiamo: la I Augusta Lusitanorum, I e II Thracum, e II Cantabrorum.

nell'86 (sotto Domiziano)2 alae di cavalleria e 6 cohortes di fanteria (o miste), i cui nomi erano:
- per le ali ricordiamo: la veterana Gaetulorum e I Thracum Mauretana;
- per le coorti, ricordiamo: la I Augusta Lusitanorum, I e II Thracum, II Cantabrorum, I Damascena Armeniaca e III Callaecorum Bracaraugustanorum.

nell'89 (sotto Domiziano)2 alae di cavalleria e 7 cohortes di fanteria (o miste), i cui nomi erano:
- per le ali ricordiamo: la veterana Gaetulorum e I Thracum Mauretana;
- per le coorti, ricordiamo: la I Augusta Lusitanorum, I e II Thracum, II Cantabrorum, I Damascena Armeniaca, I milliaria sagittariorum e III Callaecorum Bracaraugustanorum.

nel 138 (sotto Adriano) nella sola Syria Palaestina3 alae di cavalleria e 12 cohortes di fanteria (o miste), i cui nomi erano:
- per le ali ricordiamo: Gallorum et Thracum Constantia, Antiana Gallorum et Thracum sagittaria e VII Phrygum;
- per le coorti, ricordiamo: V Gemella, I Thracum milliaria, I Sebastenorum milliaria, I Damascenorum Armeniacum sagittaria, I Montanorum, I Flavia civium Romanorum, II Ulpia Galatarum, III Callaceorum, IV Callaceorum, IV Bracaraugustanorum, IV Ulpia Petreorum e VI Ulpia Petreorum.

nel 160 (sotto Antonino Pio) nella sola Syria Palaestina3 alae di cavalleria e 12 cohortes di fanteria (o miste), i cui nomi erano:
- per le ali ricordiamo: Gallorum et Thracum Constantia, Antiana Gallorum et Thracum sagittaria e VII Phrygum;
- per le coorti, ricordiamo: V Gemella, I Thracum milliaria, I Sebastenorum milliaria, I Damascenorum Armeniacum sagittaria, I Montanorum, I Ulpia Galatarum, II Ulpia Galatarum, III Callaceorum, IV Callaceorum, IV Bracaraugustanorum, IV Ulpia Petreorum e VI Ulpia Petreorum.

nel 186 (sotto Commodo) nella sola Syria Palaestina2 alae di cavalleria e 7 cohortes di fanteria (o miste), i cui nomi erano:
- per le ali ricordiamo: Antiana Gallorum e Thracum et Antiana;
- per le coorti, ricordiamo: VII Gemella civium Romanorum, I Thracum milliaria, I Sebastena milliaria, I Damascenorum, I Ulpia Galatarum, II Ulpia Galatarum e IIII Bracaraugustanorum.

## Geografia economica e politica

### Principali vie di comunicazione
Il padre del futuro imperatore Traiano, Marco Ulpio Traiano costruì in qualità di legatus legionis, durante la prima guerra giudaica (nel 69) la strada che conduceva da Cesarea marittima a Scitopoli.

### Fonti antiche
- (LA) Sesto Aurelio Vittore, De Caesaribus.
- Cassio Dione, Storia romana.
- Flavio Giuseppe, Guerra giudaica.
- Flavio Giuseppe, Antichità giudaiche.
- Plinio il Vecchio, Naturalis historia.
- Plutarco, Vite parallele.
- Strabone, Geografia.
- Svetonio, Vite dei Cesari, libro VIII, vite di Vespasiano, Tito e Domiziano.
- Tacito, Historiae.
- Tito Livio, Ab Urbe condita libri, XXI-XXX.

### Fonti storiografiche moderne
- Giovanni Brizzi, Storia di Roma. 1. Dalle origini ad Azio, Bologna, Patron, 1997, ISBN 978-88-555-2419-3.
- Adrian K. Goldsworthy, Storia completa dell'esercito romano, Modena, Logos, ISBN 978-88-7940-306-1.
- Benjamin Isaac, The Limits of empire. The Roman Army in the East, Oxford, Clarendon Paperbacks, 2004, ISBN 0-19-814952-2.
- Romano Penna, L'ambiente storico-culturale delle origini cristiane. Una documentazione ragionata, Bologna, Edb, 2006, ISBN 88-10-40251-0.
- André Piganiol, Le conquiste dei romani, Milano, Il Saggiatore, 1989.
- Howard H.Scullard, Storia del mondo romano, vol.II, Milano, BUR, 1992, ISBN 88-17-11574-6.